# Asamblea Nacional Popular (Guinea-Bisáu)
La Asamblea Nacional Popular (en portugués: Assembléia Nacional Popular) es el órgano constitucional unicameral depositario del poder legislativo de Guinea-Bisáu.

## Sistema electoral

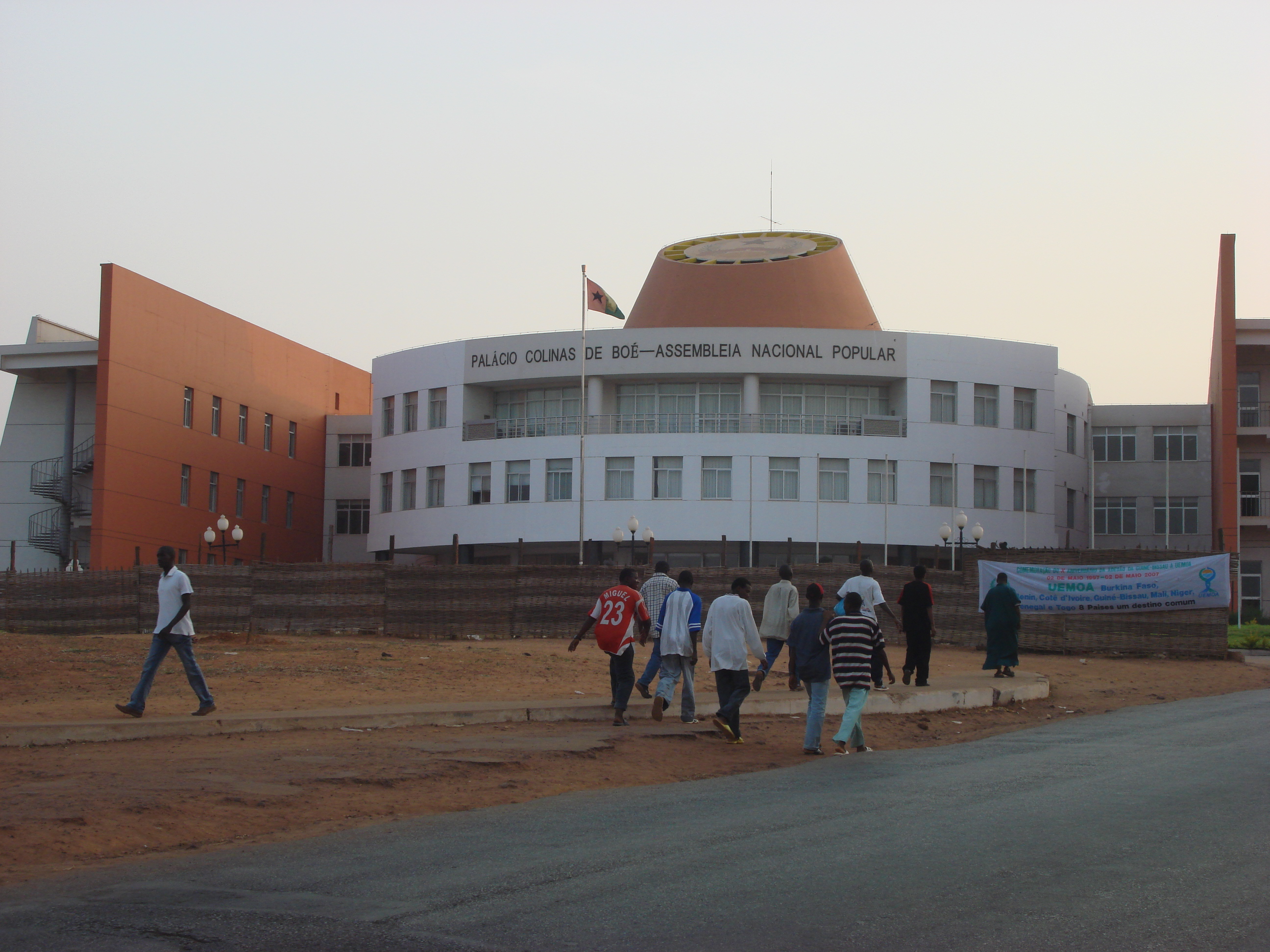
Vista exterior del Palacio Colinas de Boé, sede de la Asamblea.

La Asamblea está compuesta por 102 miembros: 100 miembros elegidos a través de un sistema de representación proporcional de la lista de partidos, y los dos miembros restantes están reservados para los ciudadanos del país que viven en el extranjero. Los miembros sirven términos de cuatro años.

## Historia
La ANP fue creada en 1973 cuando fue proclamada la independencia de la República de Guinea-Bisáu.
La sesión inaugural se realizó el 23 de septiembre de 1973 en el municipio entonces liberado de Madina do Boé. Tan solo veinticuatro horas después, el 24 de septiembre de 1973, se proclamó la independencia del estado soberano de Guinea-Bissau, se aprobó la ley básica (I Constitución de la República) y se creó el primer ejecutivo (el Consejo de Comisionados de Estado).
La elección de una parte de los Consejeros Regionales correspondió directamente al pueblo, mientras que la otra parte fue nombrada entre los cuatro militantes. Los Consejeros Regionales luego compitieron para elegir a los Diputados de la Asamblea Popular Nacional.